# Bulzeștii de Sus
Bulzeștii de Sus [ˈbulzeʃti de sus] (veraltet Bulzești; ungarisch Bulzesd) ist eine Gemeinde im Kreis Hunedoara in der Region Siebenbürgen in Rumänien.
Bulzeștii de Sus ist auch unter den rumänisch veralteten Bezeichnung Bulzeștii und Bulzăști und der ungarischen Felsőbulzesd bekannt.

## Geographische Lage

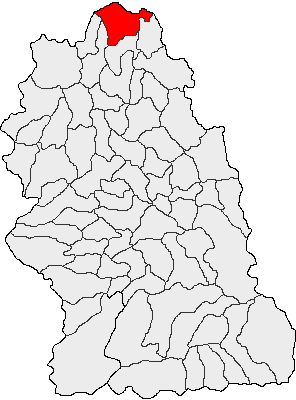
Lage der Gemeinde Bulzeștii de Sus im Kreis Hunedoara

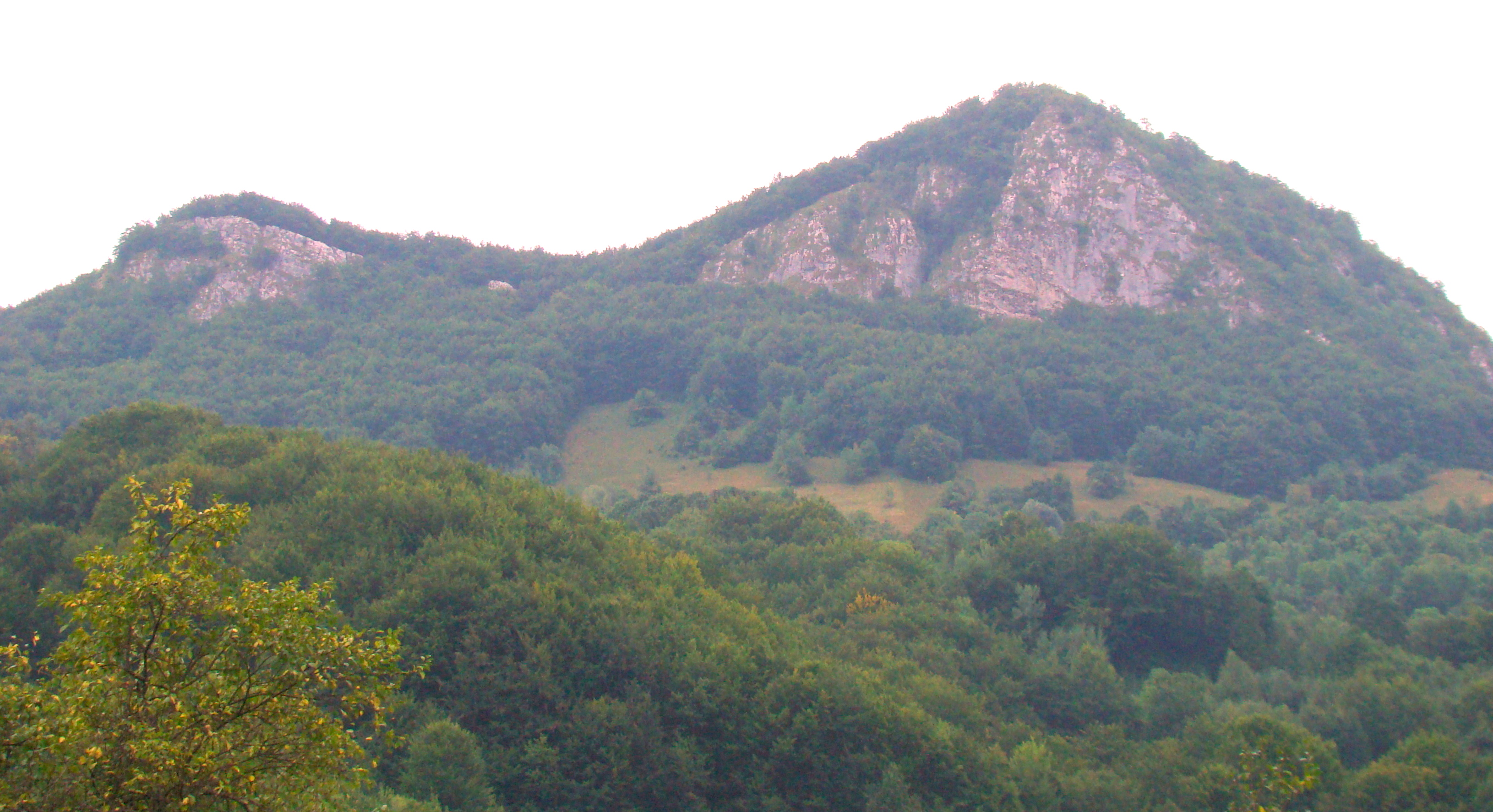
Blick auf einen Berg bei Bulzeștii de Sus

Die Gemeinde Bulzeștii de Sus befindet sich im historischen Motzenland, nördlich des Siebenbürgischen Erzgebirges. Im Norden des Kreises, am Bach Uibărești und der Kreisstraße (drum județean) DJ 762 gelegen, befindet sich der Ort etwa 30 Kilometer (18 km Luftlinie) nördlich der Kleinstadt Brad (Tannenhof); die Kreishauptstadt Deva (Diemrich) liegt etwa 70 Kilometer (46 km Luftlinie) südlich von Bulzeștii de Sus entfernt.
Zwischen dem Gemeindezentrum und den eingemeindeten Dörfern ist die Straße nur nach Bulzeștii de Jos (ungarisch Alsóbulzesd) asphaltiert, ansonsten sind die Verbindungsstraßen nur geschotterte Waldwege.

## Geschichte
Der Ort Bulzeștii de Sus wurde erstmals 1956 urkundlich erwähnt. Die Geschichte der Besiedlung der Region reicht jedoch weit zurück. Auf dem Areal des eingemeindeten Dorfes Grohot (Alsógrohot), auf dem von den Einheimischen genannten Felsen Pod, wurden – nach Berichten von G. Téglás, I. Marțian und M. Roska – Funde gemacht, welche auf eine Besiedlung der Steinzeit deuten.

## Bevölkerung
Bei der Volkszählung 1850 lebten auf dem Gebiet der heutigen Gemeinde 3195 Menschen. 3169 davon waren Rumänen und 26 Roma. Die höchste Einwohnerzahl (4250) – gleichzeitig die der Rumänen (4238) – wurde 1900 erreicht. Die Einwohnerzahl auf dem Gebiet der heutigen Gemeinde nahm seit dem Höhepunkt 1900 deutlich ab. Die höchste Anzahl der Roma (56) wurde 1930 gezählt. Darüber hinaus bezeichneten sich 1910 und 1966 je ein Einwohner und 1992 drei Einwohner als Deutsche. 2002 lebten in der gesamten Gemeinde Bulzeștii de Sus nur noch 406 Rumänen, 2011 waren es noch 271.

## Sehenswürdigkeiten
- Die Holzkirche Sf. Ioan Gură de Aur, in Bulzeștii de Sus im 19. Jahrhundert errichtet, steht unter Denkmalschutz.[7]
- Die Holzkirche Sf. Arhangheli, in Bulzeștii de Jos 1852 errichtet und 1908 erneuert,[8] steht unter Denkmalschutz.[7]
- Die Gemeinde ist durch seine Karst-Landschaft ein beliebtes Urlaubergebiet. Das eingemeindete Dorf Rusești ist ein Ausgangspunkt zum Găina-Berg (⊙, 1486 m), wo jährlich am dritten Sonntag im Juli das größte Volksfest des Apuseni-Gebirges – Der Mädchen-Markt auf dem Berg Găina („Târgul de Fete de la Muntele Găina“) – auf dem Găina-Plateau (1467 m) stattfindet.[9]

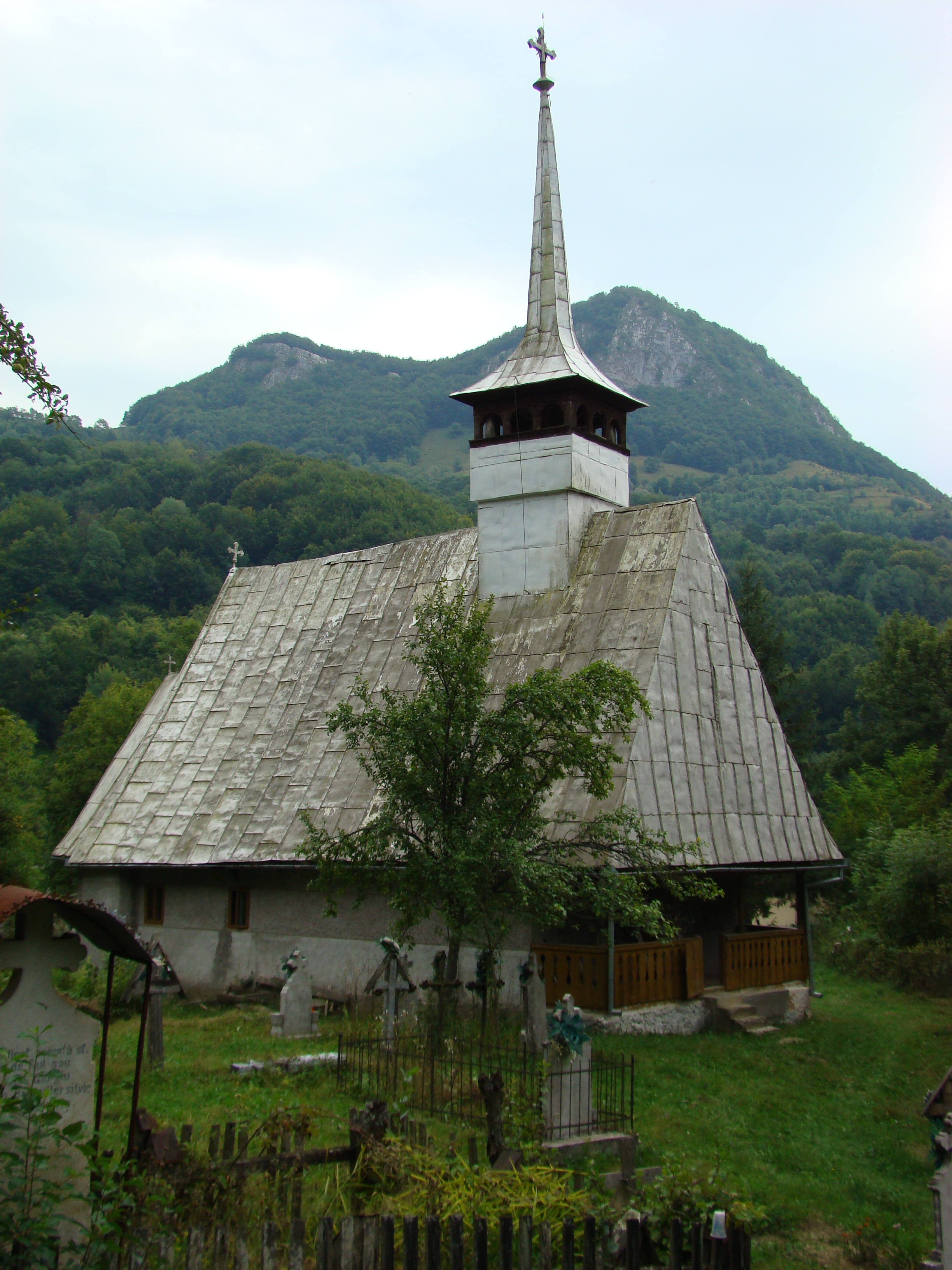
Holzkirche in Bulzeștii de Sus
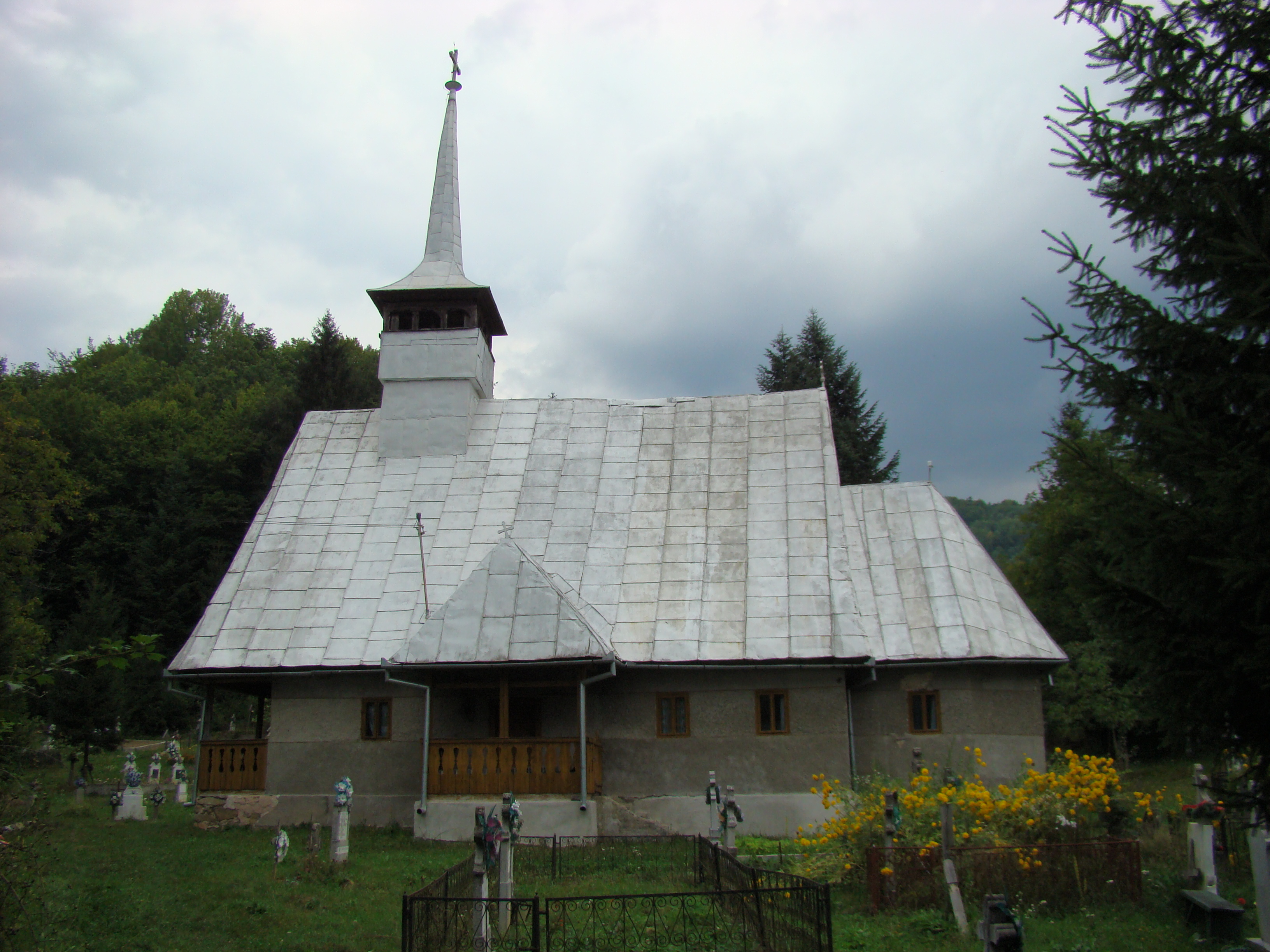
Holzkirche in Bulzeștii de Sus
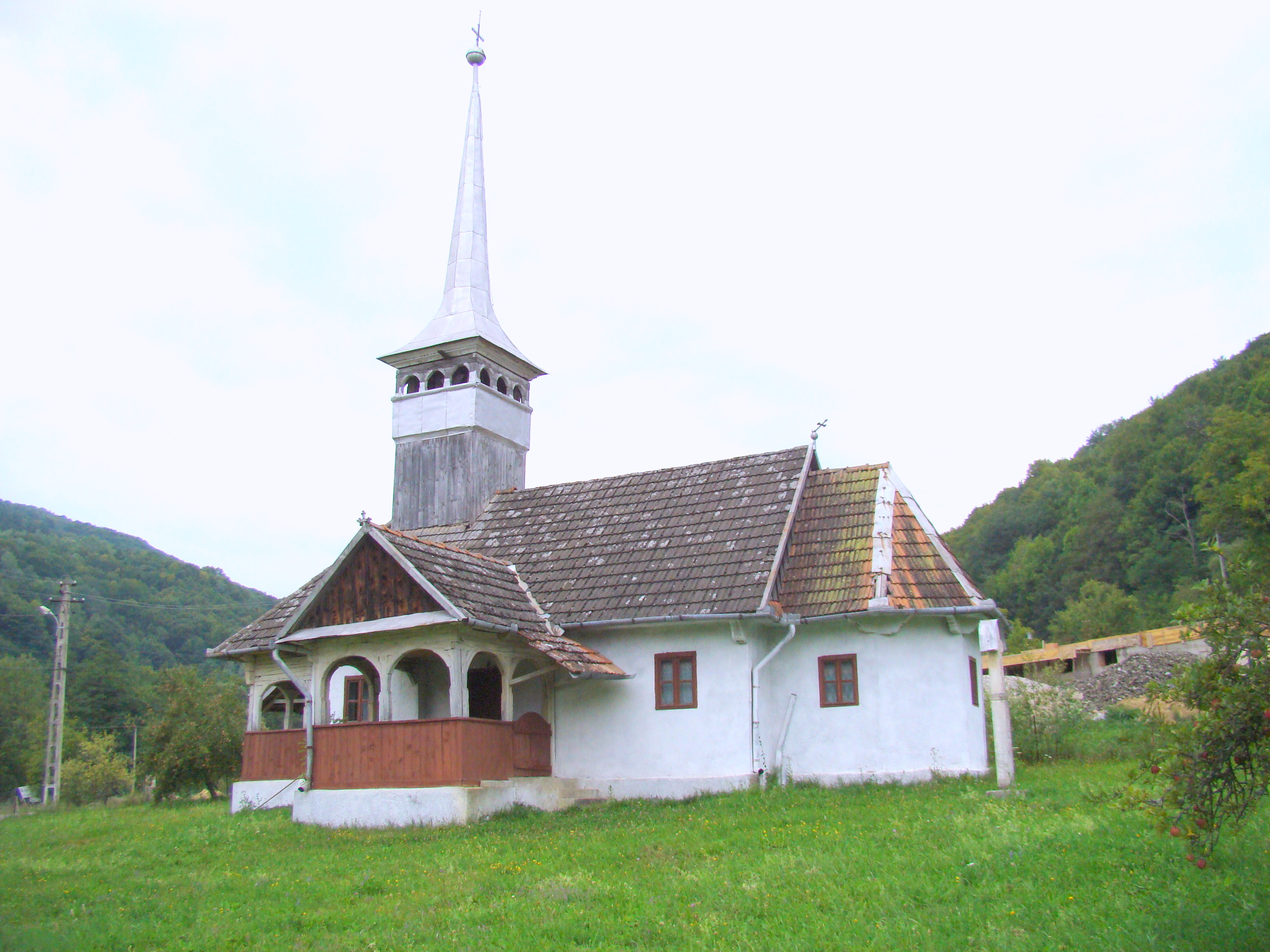
Holzkirche in Bulzeștii de Jos
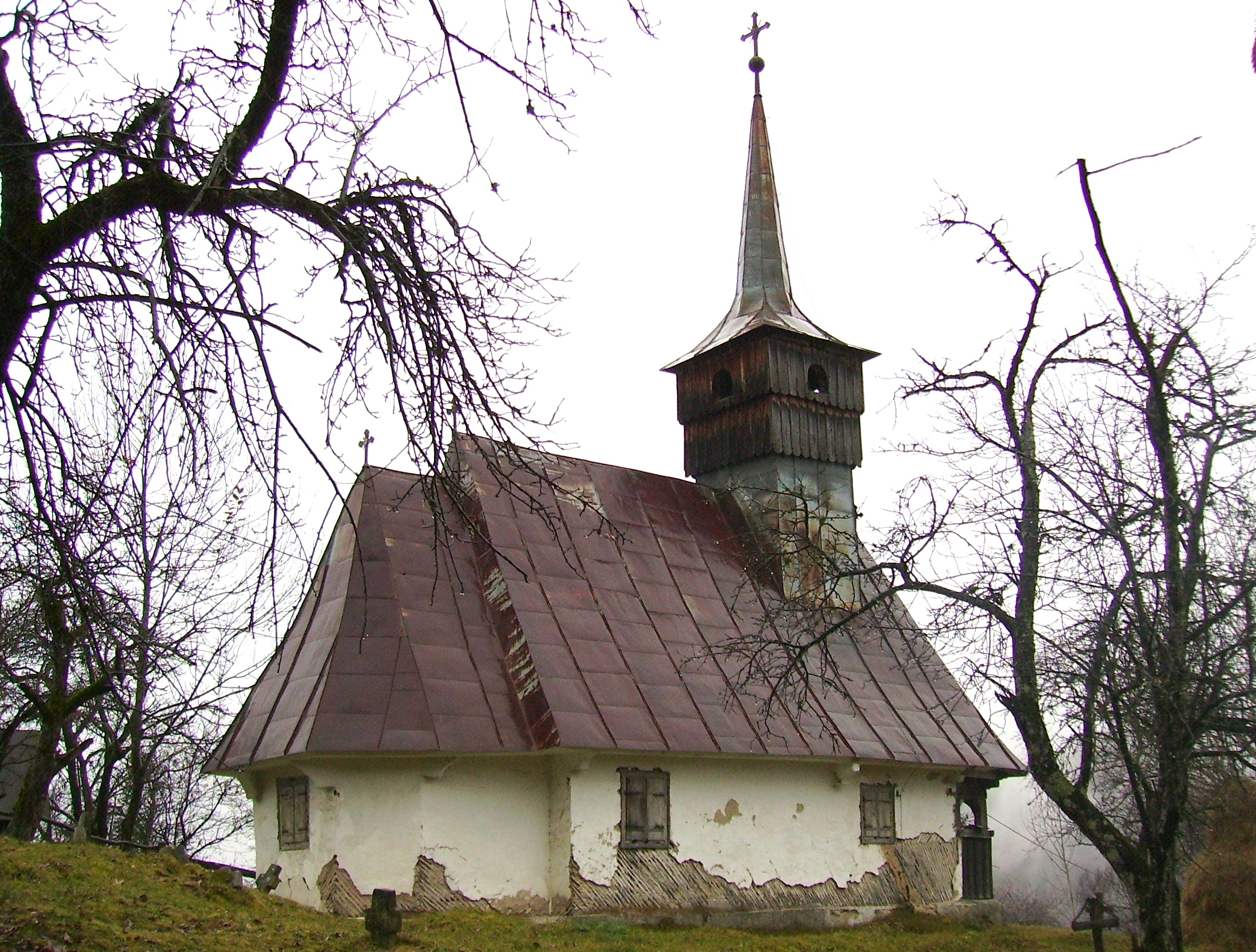
Holzkirche in Grohot (Străuți)
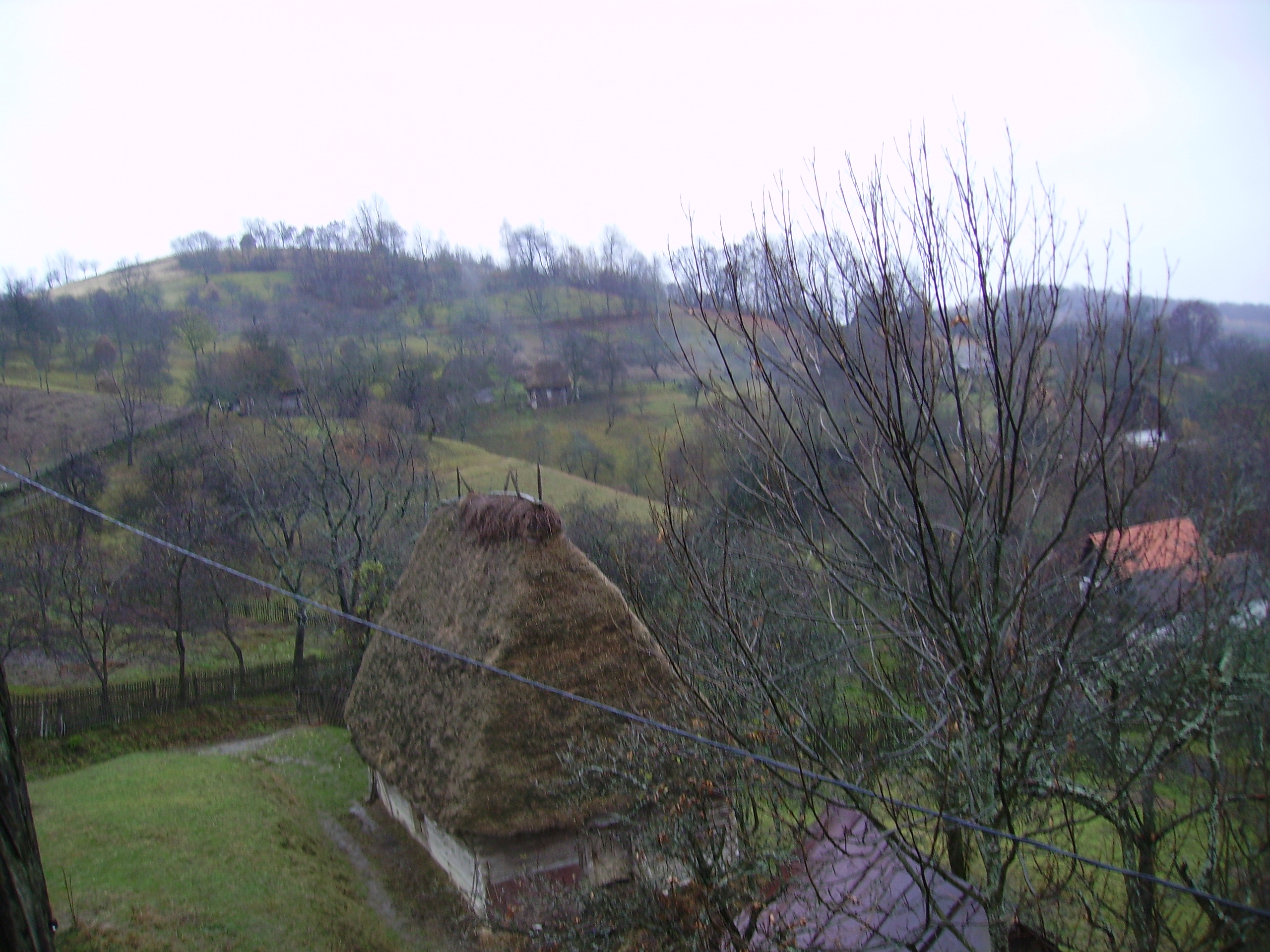
Umgebung von Grohot